# Football Club de Colmar
Vous lisez un « article de qualité » labellisé en 2014.
Ne doit pas être confondu avec Sports réunis Colmar.
Le Football Club de Colmar est un club de football fondé à Colmar en 1905 et disparu en 1986. L'Alsace étant alors sous administration allemande, il porte le nom de Fussball Klub Colmar jusqu'en 1914. Engagé dès sa deuxième année d'existence dans les championnats du Verband Süddeutscher Fußball-Vereine, fédération regroupant alors les clubs d'Allemagne du Sud, le FK Colmar ne s'y distingue guère. Dissous en 1914, le club est refondé en 1924 sous le nom de Football Club de Colmar, dénomination qu'il gardera la majeure partie de son existence.
Le nouveau club s'affirme rapidement comme un pilier des championnats régionaux, mais refuse plusieurs fois la montée en Division d'Honneur. Il faut attendre 1936 pour que les équipes dirigeantes acceptent l'intégration de l'équipe fanion à l'élite des clubs alsaciens. Dès 1938, le FC Colmar est sacré champion d'Alsace. Pendant la Seconde Guerre mondiale, le FCC est l'un des rares clubs à participer à toutes les éditions de la Gauliga Elsass, malgré une certaine implication dans la résistance. En 1948-1949, les locataires du Stade du Ladhof disputent le Championnat de France amateur, plus haut niveau amateur.
Malgré ces résultats encourageants, le FC Colmar ne se maintient pas, et s'enlise dans les championnats régionaux de Division d'Honneur (DH), puis de Promotion d'Honneur. Remontée en DH en 1961, l'équipe s'y stabilise, réalisant ponctuellement des saisons intéressantes. En 1977, le FC Colmar décide d'abandonner son nom et sa couleur bleue, et devient le Stade Colmar 77, dont la couleur est le rouge. Sur le plan sportif, c'est un succès, l'équipe fanion remontant dès la première saison en Division 3, et disputant la nouvelle Division 4 la saison suivante. Le changement d'identité du club est toutefois contesté, et de nombreux supporters et soutiens se détournent rapidement de la nouvelle entité. Retombé en DH en 1980, le Stade Colmar 77 est relégué en Promotion d'Honneur en 1983, puis en D1 départementale deux ans plus tard. En juin 1986, le club cesse toute activité.

## Histoire

### Genèse et débuts (1905-1914)
| Saison    | Championnat | Classement |
| --------- | ----------- | ---------- |
| 1906-1907 | SFV Div. C  | nc         |
| 1907-1908 | SFV Div. C  | 4e         |
| 1908-1909 | SFV Div. C  | 2e         |
| 1909-1910 | SFV Div. C  | 3e         |
| 1910-1911 | SFV Div. C  | 1er        |
| 1911-1912 | SFV Div. B  | nc         |
| 1912-1913 | SFV Div. B  | nc         |
| 1913-1914 | SFV Div. B  | 1er        |

Le Fussball Klub Colmar est créé le 9 septembre 1905 à la suite d'une réunion au restaurant Meyerhof de Colmar, à laquelle participent notamment Émile Maechling, futur membre fondateur de la Ligue d'Alsace de football association, et Joseph Lehmann. À la suite de la guerre franco-prussienne de 1870, l'Alsace était alors sous domination allemande. Le premier match est disputé le 1er octobre 1905 et se solde par une défaite 3-8 face à la seconde équipe du FC Frankonia. Il est le premier d'une série de matchs amicaux : contre le Victoria Mulhouse le 8 octobre (score inconnu), et à nouveau contre le Frankonia le 5 novembre (3-3).
Pour la saison 1906-1907, le FKC s'inscrit à la Verband Süddeutscher Fußball-Vereine et commence en classe C, plus bas échelon de la hiérarchie. Dès la saison suivante, le FKC se classe quatrième du championnat de classe C d'Oberrheingau, devant le FK Schlettstadt. En 1908-1909, le club se classe deuxième, juste derrière le FK 1906 Straßburg. La saison suivante, il se classe troisième. Ces débuts satisfaisants en Classe C ouvrent la voie à un titre de champion du groupe II, obtenu en 1911, suivi en 1914 par un titre de champion de Classe B. Toutefois, la déclaration de la Première Guerre mondiale entraîne l'abandon de toute activité au sein du club.

### Renaissance et épanouissement d'un bon club régional (1924-1950)
Le club est refondé en 1924, au restaurant « le Paon d'Or », Salmenplatz/Place du Saumon à Colmar. Parmi les nouveaux membres-fondateurs, on compte notamment les deux joueurs des Sports réunis Colmar Paul Allenbach et Henri Martin, à qui revient l'initiative, car ils « en avaient assez d'être la cinquième roue des SRC ». L'assemblée constituante du club a lieu en août 1924, et dès l'automne de cette année, le club joue en Série C du Haut-Rhin — plus bas niveau régional — dont il finit champion du groupe 3. Ce titre lui permet de monter en Série B, dont il finit également champion dès la première saison passée à ce niveau, un exploit unique pour l'époque. Les ambitions du nouveau club sont alors importantes, mais la troisième montée d'affilée qu'il envisageait alors se montre plus difficile à obtenir, et en 1927-1928, il doit se contenter d'une seconde place derrière une équipe impressionnante de Guebwiller.
Jusqu'en 1930, le club se contente d'un statut plus modeste. Toutefois, et notamment grâce à l'arrivée de Saretzki, attaquant du SC Sélestat, le FC Colmar est sacré champion de Série A du Haut-Rhin en 1931. En 1932, le club est sacré champion d'Alsace de Division 2 à l'issue d'une saison où plus de 100 buts sont inscrits. En finale, une équipe composée entre autres de 4 jeunes joueurs entièrement formés au club bat le FC Schweighouse 9-0.
En 1933, le club est champion de Division 1 Haut-Rhin, mais le comité du club refuse de donner son aval à une montée en Division d'Honneur en raison de la longueur des déplacements. Le club remporte encore la Division 1 en 1935 et en 1936, réalisant même cette année-là le doublé avec la Coupe du Haut-Rhin. Refusant toujours la montée, le club est endeuillé par la mort inattendue de son président, Charles Matthieu. Cet événement jouera beaucoup sur le choix final de monter en Division d'Honneur, plus haut niveau régional et, à l'époque, plus haute division ouverte aux clubs amateurs. Le FC Colmar termine champion de DH Alsace en 1938, soit à peine deux ans après sa promotion. À noter que les SR Colmar optent pour le professionnalisme la même année. Pour sa première et seule participation au Championnat de France amateur, le club finit premier de sa poule à égalité parfaite avec l'UL Moyeuvre-Grande, mais perd le match pour les départager à l'issue des prolongations.
Le FC Colmar fait partie des 7 clubs à participer à toutes les saisons de Gauliga Elsass, la D1 allemande en Alsace. Durant cette période le nom du club est germanisé en FC Kolmar. Pour sa première saison en championnat d'Allemagne, le FCK est affecté au groupe B, dont il termine quatrième, avec 17 points, devant l'ASV Mülhausen. Ainsi maintenu en Gauliga, le FCK participe à l'édition 1941-1942 qui se joue en poule unique. La saison est relativement difficile pour l'équipe, qui finit huitième, soit première non-relégable, avec 4 points de plus que le TuS Schweighausen. Il en est de même la saison suivante, où le club termine également huitième et premier non-relégable, avec un seul point de plus que les deux relégués, le FV Walk et le FK Mars Bischheim. La saison 1943-1944 n'est encore une fois pas sportivement concluante pour les Bleus, septièmes d'une poule de dix clubs.
Tout au long de cette période, le FCK termine en deuxième moitié de tableau, réalisant des saisons moyennes, et n'arrivant pas à lutter face à des équipes renforcées par des internationaux, comme le FC Mülhausen d'Edmund Conen et August Klingler.  La saison 1944-1945 est marquée par la participation active du club ainsi que de son rival du Stade des Francs à la libération de la ville. Un arbitre cofondateur du club, M. Allembach, se voit par ailleurs interdire l'accès à tout terrain de sport et interné au camp de redressement de Schirmeck pour avoir déclaré en public qu'il « accrocherait le tableau d'Hitler dans les chiottes ».
À la fin de la guerre, le club est renommé Football Club de Colmar. Réintégré d'office en DH, les résultats de ses premières saisons ne sont pas connus. En 1947, la LAFA crée la Coupe d'Alsace, dont la première édition est remportée par le FC Colmar, aux dépens de l'AS Strasbourg. C'est le début d'une courte période dorée pour le FCC, qui termine troisième de DH 1947-1948, et participe au premier championnat de France amateur, sans parvenir à s'y maintenir : douzième et dernier, le club colmarien retourne en DH. Le retour en championnat régional est difficile, et les Bleus termine sixième en 1949-1950.

### Baisse de niveau (1950-1961)
En 1951, le FC Colmar finit huitième sur quatorze dans une poule où quatre équipes sont reléguées. La saison suivante se conclut sur une septième place. En 1953, avec seulement dix-neuf points engrangés en 22 rencontres, le FCC finit dixième, à un point seulement du premier relégable. En 1954, la situation est d'autant plus tendue, le club finissant encore une fois dixième, mais cette fois-ci à égalité de points avec le premier relégable.
La saison 1954-1955 est celle de trop : le club termine douzième et dernier, et est relégué en Promotion d'Honneur. Parmi l'élite départementale, le FCC enchaîne trois belles saisons, sans parvenir à décrocher le titre. En outre, l'équipe se classe deuxième en 1957 et 1958, quatrième en 1959, troisième en 1960. Grâce au désistement du club de Sundhoffen, champion de la poule Haut-Rhin, le FC Colmar, deuxième de la saison 1960-1961, retrouve la DH six ans après l'avoir quittée.

### 16 ans en Division d'Honneur (1961-1977)

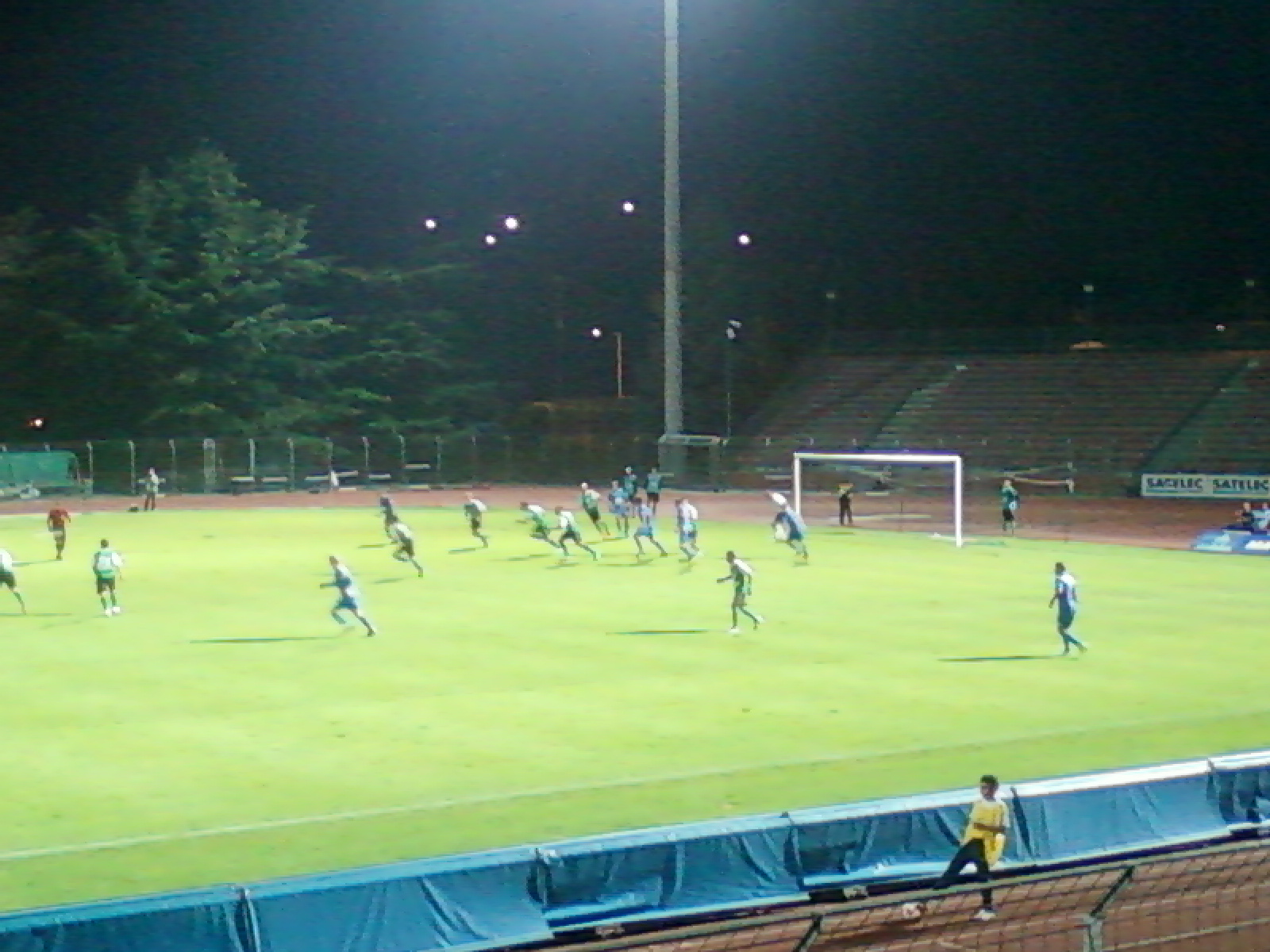
Les Sports réunis Colmar, ici en 2011, principal rival du FC Colmar en DH

Le FCC, vice-champion de sa Promotion d'Honneur, parvient dès sa première saison à obtenir un maintien confortable en DH, terminant à la quatrième place, avec 23 points, à égalité avec le SC Schiltigheim et le FC Guebwiller. Bien que cette période fut marquée par les derbys colmariens contre le voisin Vert des Sports réunis Colmar, ces derniers proposent une fusion au cours de l'année 1962; malgré les faveurs de Georges Rohr, président du FC Colmar, le vote est négatif, et les deux clubs conservent leur intégrité.
En 1962-1963, le FCC termine à nouveau quatrième, avec 10 victoires, 7 matchs nuls, et 5 défaites. La saison suivante, l'équipe est classée sixième, derrière le FC Kronenbourg. Pour fêter ses 40 ans, le club, devenu habitué de la DH, invite le 26 décembre 1964 le Football Club Sochaux-Montbéliard, fraîchement remonté en D1 à disputer un match de gala au Stade du Ladhof.
En 1965, le club colmarien est sixième sur douze. Durant la seconde moitié des années 1960, plus que la place occupée par l'équipe dans le classement final, c'est son positionnement par rapport au rival du Stade des Francs qui importe. Les classements sont particulièrement serrés et il n'est pas rare que seuls quelques points séparent les deux équipes, comme en 1966, où le FCC, cinquième, n'a qu'un point de plus que les SRC, septièmes. Septième en 1967, sixième en 1968, le FC Colmar se démarque en 1969 en finissant troisième, dans une poule dominée par le FC Kronenbourg. En 1970, le FCC est sixième, à deux points des SRC, cinquièmes. À nouveau troisièmes en 1971 dans une poule dominée par l'ASCA Wittelsheim, le FCC a un point de plus que les SRC.
La rivalité, devenue avec le temps contre-productive pour le football colmarien, s'adoucit un peu après le titre de champion des SR Colmar, obtenu en 1973 et la montée de ces derniers en Division 3. Cette année-là, les Bleus avaient encore terminé à la troisième place, derrière l'AS Betschdorf. Troisième à nouveau en 1974, le FC Colmar s'enlise en Division d'Honneur, ne parvenant pas à retrouver les championnats nationaux, plus de trente ans après les avoir quittés. Les saisons suivantes voient un retour de la rivalité, et deux quatrièmes places en 1976 et 1977.

### Le Stade Colmar 77 (1977-1986)
| Saison    | Championnat         | Classement |
| --------- | ------------------- | ---------- |
| 1977-1978 | Division d'Honneur  | 1er        |
| 1978-1979 | Division 3          | 15e        |
| 1979-1980 | Division 4          | 14e        |
| 1980-1981 | Division d'Honneur  | 6e         |
| 1981-1982 | Division d'Honneur  | 14e        |
| 1982-1983 | Promotion d'Honneur | nc         |
| 1983-1984 | Promotion d'Honneur | nc         |
| 1984-1985 | D1 Départementale   | nc         |
| 1985-1986 | Promotion           | nc         |

En 1977, lors d'une Assemblée Générale Extraordinaire dont le but était à l'origine de discuter d'une éventuelle fusion avec les Sports réunis Colmar, le FC Colmar annonce qu'il souhaite changer de nom et devenir le « Stade Colmar 77 ». Lors du vote, malgré quarante-huit « non » contre quarante-six « oui » et un vote blanc, le changement de nom est entériné. Le bleu est abandonné au profit du rouge, provoquant un séisme au sein du club et de nombreuses défections dans l'exécutif.
Toutefois, le changement a d'abord des effets positifs, le tout-nouveau club au maillot rouge remporte le titre de champion d'Alsace en 1978. Champion de DH, le Stade Colmar 77 intègre la Division 3, ne parvenant toutefois pas à s'y maintenir : quinzième et avant-dernier, à égalité de points avec la lanterne rouge, le Stade Colmar est relégué dans la nouvelle Division 4, créée un an plus tôt. En D4, affecté au groupe C, le Stade Colmar réalise une saison médiocre, ne gagnant que quatre matchs sur les vingt-six joués, et termine à une dernière place synonyme de retour en Division d'Honneur.
Pour sa première saison en DH depuis 1978, le Stade Colmar termine sixième, entre Hirtzfelden et Westhouse. Toutefois, le « cœur n'y est plus vraiment » et en 1982, le club est relégué en Promotion d'Honneur alsacienne. Au bout de deux ans, l'équipe est à nouveau reléguée, cette fois en Division 1, une refonte des championnats permettant toutefois le reclassement en Promotion (D3 régionale), division nouvellement créée, l'année suivante.
En juin 1986, le club se saborde et décide de cesser toute activité, laissant de nombreux regrets dans la société colmarienne et un vide dans le football alsacien.

## Palmarès et résultats sportifs

### Titres et trophées
Le tableau suivant liste le palmarès du club dans les principales compétitions officielles auxquelles il participe. Depuis 1986, et à la suite de la dissolution du club, plus aucune équipe n'en défend les couleurs en compétition; le palmarès est donc figé.
| Compétitions nationales                                                           | Compétitions régionales                                                                                    | Compétitions locales |
| --------------------------------------------------------------------------------- | --- | --- |
| - Championnat de France amateur (1935-1948) - 1er ex-æquo en phase finale : 1938. | - Division d'Honneur Alsace (2) - Champion d'Alsace : 1938 et 1978 - Coupe d'Alsace (1) - Vainqueur : 1947 | - Division 1 (1er niveau de district) - Champion du Haut-Rhin en 1933, 1935 et 1936 - Division 2 (2e niveau de district) - Champion d'Alsace en 1932 - Série A (3e niveau de district) - Champion du Haut-Rhin en 1931 - Série B (4e niveau de district) - Vainqueur de groupe en 1926 - Série C (5e niveau de district) - Vainqueur de groupe en 1925 - Coupe du Haut-Rhin - Vainqueur en 1936 Compétitions allemandes - Série B - Vainqueur de groupe en 1914 - Série C - Vainqueur de groupe en 1911 |

### Championnat disputé
Le tableau suivant indique le championnat disputé par le club au cours des saisons depuis 1945.
|           | Rang I | Rang II | Rang III   | Rang IV    | Rang V     | Rang VI    | Rang VII   |
| 1945-1948 |        |         | DH Alsace  |            |            |            |            |
| 1948-1949 |        |         | CFA        |            |            |            |            |
| 1949-1955 |        |         |            | DH Alsace  |            |            |            |
| 1955-1961 |        |         |            |            | P. Honneur |            |            |
| 1961-1978 |        |         |            | DH Alsace  |            |            |            |
| 1978-1979 |        |         | Division 3 |            |            |            |            |
| 1979-1980 |        |         |            | Division 4 |            |            |            |
| 1980-1982 |        |         |            |            | DH Alsace  |            |            |
| 1982-1984 |        |         |            |            |            | P. Honneur |            |
| 1984-1985 |        |         |            |            |            |            | Division 1 |
| 1985-1986 |        |         |            |            |            |            | Promotion  |

- Championnat national professionnel
- Championnat national professionnel et amateur
- Championnat national amateur
- Championnat régional amateur
- Pas de promotion/relégation

### Bilan sportif
Le FC Colmar / Stade Colmar compte 3 saisons dans les divisions nationales françaises, dont deux au troisième niveau footballistique français, et une au quatrième échelon. En outre, le club participe au CFA 1948-1949, à la Division 3 1978-1979, et à la Division 4 1979-1980.
De 1906 à 1914, puis de 1940 à 1944, le club colmarien évolue en championnat allemand. Il dispute notamment les championnats de classe C et B de la Suddeutscher Fussballverband durant la première période, et la Gauliga Elsass durant la seconde période.
Le FC Colmar / Stade Colmar dispute également trente-deux saisons en Division d'Honneur entre 1936 et 1983, dont trois entre 1936 et 1939, neuf dans les années 1940 et 1950, dix-sept entre 1961 et 1978, et trois entre 1980 et 1983.
|                         | Compétition                              | Saisons | Titres | J  | G | N | P  | Bp  | Bc  | Diff |
| Championnat français    | CFA 3e niveau (1948-1949)                | 1       | 0      |    |   |   |    |     |     |      |
| Championnat français    | Division 3 (1978-1979)                   | 1       | 0      | 30 | 6 | 3 | 21 | 28  | 63  | -35  |
| Championnat français    | Division 4 (1979-1980)                   | 1       | 0      | 26 | 4 | 4 | 18 | 28  | 47  | -19  |
| Compétitions allemandes | Suddeutscher Fussballverband (1906-1914) | 8       | 0      |    |   |   |    |     |     |      |
| Compétitions allemandes | Gauliga Elsass (1940-1944)               | 4       | 0      | 72 |   |   |    | 124 | 190 | -66  |

## Structures du club

### Structures sportives

#### Stade

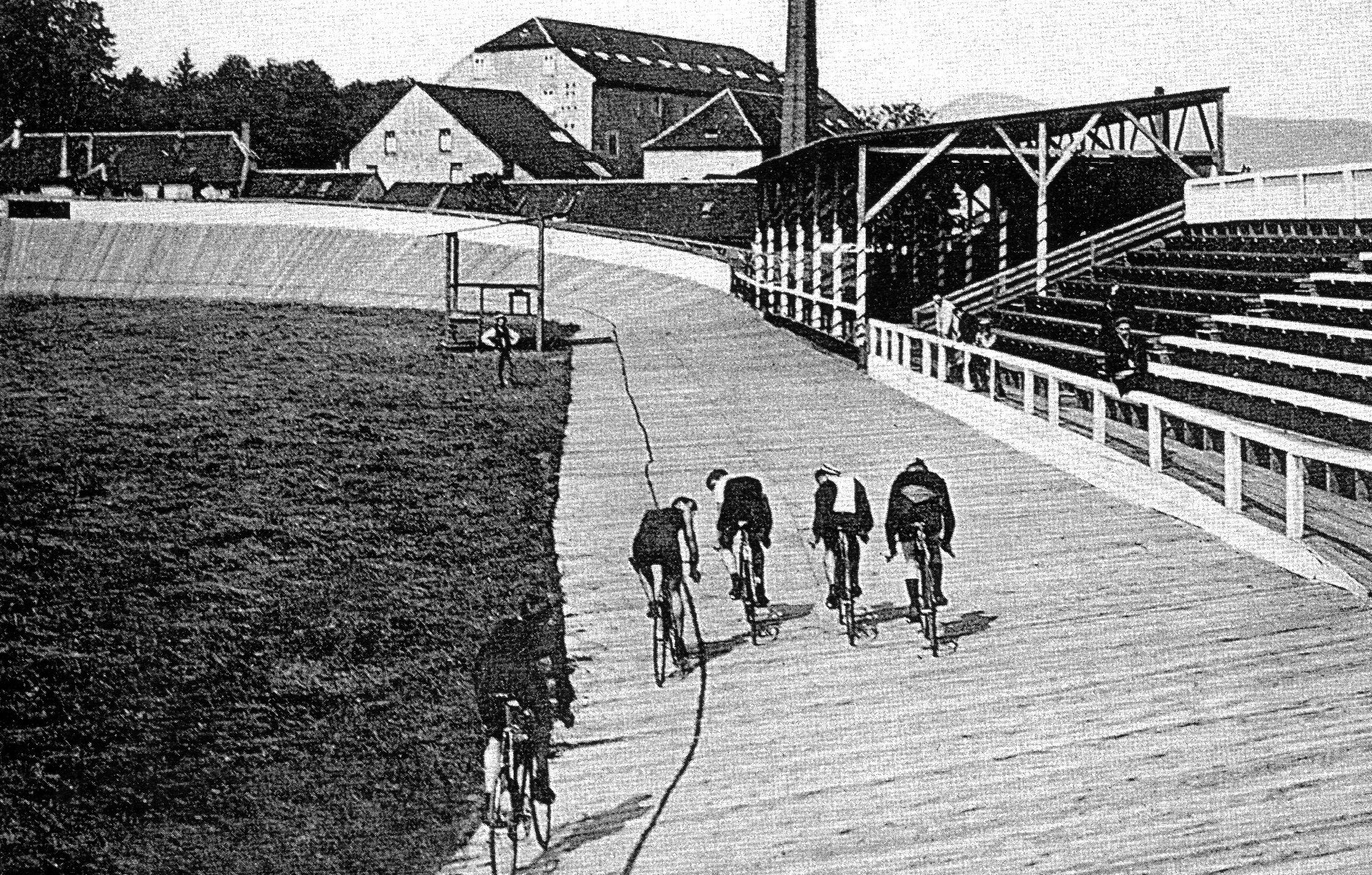
Le stade vélodrome de Colmar en 1907

Le FK Colmar, puis FC Colmar, évoluait à l'origine au vélodrome de Colmar, rue de Logelbach. Il s'agit en fait d'une structure en bois, avec tribune, au centre de laquelle se trouve une pelouse. Ce terrain, détruit pendant la seconde Guerre mondiale, se situait près de la ligne de chemin de fer Colmar-Metzeral.
Le nouveau stade du FCC est construit après la guerre. Inauguré le 21 septembre 1947 devant des milliers de spectateurs, le Stade du Ladhof a une capacité d'environ 1 500 places, dont 240 assises. Il est situé 2, rue du Ladhof, à Colmar. Il ne doit pas être confondu avec le Stade des Francs ou le Colmar Stadium, les deux autres principaux stades de la ville.
Après la dissolution du Stade Colmar 77, en 1986, le stade est occupé par des petits clubs amateur colmariens, notamment le FC Portugais de Colmar et le FC Espagnols de Colmar.

#### Formation et équipes de jeunes
Bien qu'il ne dispose pas de centre de formation à proprement parler, le FC Colmar mise très tôt sur les équipes de jeunes, qui remportent de nombreux titres dès l'avant-guerre. L'impulsion donnée à la formation est toutefois freinée par la seconde Guerre mondiale, et il faut attendre 1947 pour qu'une équipe de jeunes du FCC remporte à nouveau un championnat d'Alsace. Le FCC junior est encore sacré champion d'Alsace en 1955 après un titre en Coupe d’Encouragement obtenu l'année précédente.
Toutes les équipes de jeunes sont dissoutes avec le club en 1986. Le tableau suivant résume le palmarès principal :
| Équipe Minimes                                                                                | Équipe Cadets                                                                               | Équipe réserve                               |
| --------------------------------------------------------------------------------------------- | ------------------------------------------------------------------------------------------- | -------------------------------------------- |
| - Championnat d'Alsace - Champion : 1938 - Championnat du Haut-Rhin - Champion : 1936 et 1937 | - Championnat d'Alsace - Champion : 1947 et 1955 - Coupe d'Encouragement - Vainqueur : 1954 | - Championnat du Haut-Rhin - Champion : 1953 |

### Aspects juridiques et économiques
Le club était une association de droit alsacien-mosellan à conseil d'administration. Le comité de 1924 était composé entre autres de Paul Allembach, Henri Martin, et du restaurateur Ernest Schmitt qui prend la présidence.
En 1963, le comité du club est présidé par Alfred Chevalier. René Engelberger est président d'Honneur, Alfred Bachoffrer est vice-président d'Honneur. Parmi les membres d'Honneur, on compte Julien Meyer, entraîneur emblématique, et Jean Neukomm, capitaine emblématique dans les années 1920. Le président général est Jean-Pierre Klein. Le comité de 1977 comprenait Alfred Chevalier, René Engelberger, René Steib, René Graf, Charles Zwickert (président général), Georges Herrscher, Louis Kress, Robert Benoît, et M. Weinstoerfer.

## Personnalités du club

### Présidents
Le premier président, élu lors de la refondation du club en 1924, est le restaurateur Ernest Schmitt. Le nombre de membres et sympathisants du club s'accroit alors très rapidement, et M. Greiner est nommé président. À l'issue de la saison, ce dernier est remplacé par Charles Steinbrunner, lui-même remplacé par Charles Matthieu en 1930. Ce dernier meurt à l'âge de 36 ans, en 1936. Deux versions sont connues : soit une mort accidentelle, soit une pneumonie. Ce regrettable décès aura pour conséquence la décision des instances dirigeantes du club d'accepter la montée en Division d'Honneur.
Un certain M. Goldschmidt succède à Charles Matthieu. En 1938, il cède son siège de président à Alfred Chevalier, qui, après avoir maintenu le club pendant la seconde Guerre mondiale, aura à cœur de privilégier la formation des jeunes, engageant ainsi un fort travail en profondeur. Il continuera ce travail après son mandat, qui prend fin en 1945, année où Georges Rohr lui succède. Ce dernier a la particularité d'être très favorable à une fusion avec les Sports réunis Colmar, fusion qui n'aura toutefois jamais lieu. En outre, après un vote négatif, Rohr rejoint les SRC, et Jean-Pierre Klein, patron du magasin de chaussures voisin, le remplace à la présidence. Il sera le seul président du Stade Colmar 77, et aura à prendre la lourde décision du sabordage du club. 
| Rang | Nom                  | Période   |
| ---- | -------------------- | --------- |
| 1    | Ernest Schmidt       | 1924      |
| 2    | M. Greiner           | 1924-1925 |
| 3    | Charles Steinbrunner | 1925-1930 |
| 4    | Charles Matthieu     | 1930-1936 |
| 5    | M. Goldschmidt       | 1936-1938 |
| 6    | / Alfred Chevalier   | 1938-1945 |
| 7    | Georges Rohr         | 1945-1964 |
| 8    | Jean-Pierre Klein    | 1964-1986 |

### Entraîneurs
Il n'y a que peu d'informations sur les entraîneurs du FC Colmar puis du Stade Colmar 77. Dans les années 1920 c'est, dans les clubs français, généralement le capitaine de l'équipe qui dirige celle-ci. L'amélioration des performances d'une équipe passe néanmoins par le développement de programmes d'entraînement encadrés par un spécialiste. Dans les années 1920, les entraîneurs qui exercent dans les clubs sont encore peu nombreux, l'offre étant inférieure à la demande. De plus, disposer d'un entraîneur est encore un luxe que seuls les clubs les plus puissants peuvent se payer.
Après la guerre, l'entraîneur est Julien Meyer. C'est lui qui entraîne l'équipe victorieuse en finale de Coupe d'Alsace en 1947. Cité à nouveau comme entraîneur en 1957-1958 puis sur la période 1961-1964, c'est l'entraîneur connu ayant occupé ce poste le plus longtemps, et le seul à l'avoir occupé à trois reprises.
En 1954, Marcel Hofert est cité comme entraîneur. En 1958, Julien Meyer est remplacé par M. Melchior, avec qui l'équipe fanion finira quatrième de Promotion d'Honneur. Entre 1959 et 1961, M. Sittler entraîne le FCC en Promotion d'Honneur. Après la remontée en Division d'Honneur de 1961, Julien Meyer est rappelé à la tête de l'équipe, et en 1964, c'est Marcel Hofert qui le remplace à nouveau, dix ans après avoir occupé ces fonctions pour la première fois. À la fin des années 1960, ce sont M. Ritzenthaler puis Fritz Woehl qui dirigent l'équipe première.
| Rang | Nom                        | Période   |
| ---- | -------------------------- | --------- |
| 1    | Julien Meyer               | 1945-1954 |
| 2    | Marcel Hofert              | 1954      |
| 3    | Julien Meyer (2)           | 1957-1958 |
| 4    | M. Melchior                | 1958-1959 |
| 5    | M. Sittler                 | 1959-1961 |
| 6    | Julien Meyer (3)           | 1961-1964 |
| 7    | Marcel Hofert (2)          | 1964-1965 |
| 8    | Paul/Jean (?) Ritzenthaler | 1965-1967 |
| 9    | Fritz Woehl                | 1967-1968 |

### Joueurs emblématiques
En 1905, l'un des fondateurs et premiers joueurs est Joseph Lehmann, alors âgé de 19 ans. En 1924, le capitaine et pilier principal de l'équipe est Jean Neukomm. Dans les années 1950, le FCC organisera par ailleurs en son honneur un challenge amical nommé « Coupe Jean Neukomm ». En 1925-1926, le club doit son titre de champion de Série A à l'un des meilleurs joueurs de la ville : Charles Hermen.
En 1932, le FCC est champion d'Alsace avec l'effectif suivant : Ruppert, Féderlé, Speitel, Meyer, Orgelschlager, Mol, Hermen, Schwartz, Muller, et Biehler.
Après la guerre, en 1947, le FCC compte notamment dans son effectif un joueur allemand : Walter Reich, qui jouera par la suite au VfB Stuttgart.
À la même période, le FCC forme l'un des meilleurs joueurs français des années 1950 : Raymond Kaelbel. Formé au club, il part au Racing Club de Strasbourg en 1950. Trente-cinq fois international avec l'équipe de France entre 1953 et 1961, il est notamment troisième de la Coupe du monde de football de 1958.

## Image et identité

### Rivalités et amitiés
La plus ancienne et plus forte rivalité est celle opposant le Football Club de Colmar / Stade Colmar 77 aux Sports réunis Colmar, l'autre club de la ville de Colmar. Dès la refondation du club, en 1924, la rivalité apparaît au travers du fait que de nombreux membres du comité provisoire sont démissionnaires des SRC, comme Paul Allenbach et Henri Martin, qui « en avaient marre d'être la 5e roue des SRC ».
Avant même la première rencontre entre les deux clubs, une rivalité existe. Ainsi, dans les années 1920 et 1930, c'est la course au premier titre de champion d'Alsace qui anime les débats, le FC Colmar remportant ce premier duel à distance entre les deux entités.
Le FCC rencontre les SRC pour la première fois en championnat en Division d'Honneur 1936-1937. Toutefois, la professionnalisation des SRC entraîne la fin des derbys. Les deux clubs se retrouvent ensuite en championnat allemand, en Gauliga Elsass 1940-1941, sous les noms respectifs de Football Club Kolmar et SpVgg Kolmar, et ceci jusqu'en 1944. Les résultats de ces premières rencontres ne sont pas connus.
Il faut attendre la saison 1950-1951 pour que les deux équipes premières se retrouvent en DH. Le FC Colmar finit huitième, avec 25 points, tandis que les SRC finissent dixième, avec 22 points. En 1953, la relégation des SRC en Promotion d'Honneur entraîne la fin des derbys jusqu'en 1954-1955, avant que ce ne soit la propre relégation des locataires du Ladhof cette même saison qui interrompe la série de rencontres entre les deux clubs. Dans les années 1960, les deux clubs évoluent régulièrement ensemble en DH et les derbys, souvent plutôt équilibrés, constituent des points d'orgue du championnat. Plus que le classement général, c'est le classement relatif en fonction des résultats des SRC qui compte le plus pour les cadres, les joueurs et les supporters. Toutefois, la rivalité, devenue avec le temps contre-productive pour le football colmarien, s'adoucit un peu après le titre de champion des SR Colmar, obtenu en 1973 et la montée de ces derniers en Division 3. La fin des années 1970 voit un retour de la rivalité.
Le sujet de la fusion des deux clubs colmariens a toutefois été abordé à maintes reprises, notamment en 1962, avortée malgré l'intérêt que portait le président Georges Rohr à cette idée. Le vote est négatif et les deux clubs conservent leur indépendance. En 1977, le sujet est remis à l'ordre du jour d'une Assemblée Générale Extraordinaire, mais est rapidement abandonné au profit d'un changement de nom du FC Colmar, qui devient alors le Stade Colmar 77.

### Couleurs et blason
Le seul blason connu du FC Colmar est un losange allongé dans lequel un F est ligaturé avec deux C inscrits l'un dans l'autre. C'est ainsi l'acronyme FCC, signifiant « Football Club de Colmar » qui est repris. Aucun blason du Stade Colmar 77 n'est connu.
La couleur bleue est celle adoptée en 1924. En 1977, le changement d'identité du club s'accompagne d'un changement de couleur, et le bleu est abandonné au profit du rouge. Cette décision scandalise nombre de sympathisants du club, et provoque plusieurs défections dans l'exécutif et une baisse de l'engouement populaire à l'égard du club.

### Dénomination du club
Lors de sa première fondation, en 1905, c'est le nom allemand Fussball Klub Colmar qui est adopté. La graphie Colmar est notable, dans la mesure où la graphie allemande Kolmar était alors privilégiée. Lors de la refondation du club, en 1924, le nom est francisé en Football Club de Colmar. C'est ce nom que le club gardera la majeure partie de son existence, à l'exception notable de la période 1940-1944, où le nom est à nouveau germanisé en FC Kolmar, avec un K à Kolmar, mais un C à Club.
En 1977, lors d'une Assemblée Générale Extraordinaire dont le but était à l'origine de discuter d'une éventuelle fusion avec les Sports réunis Colmar, le FC Colmar annonce qu'il souhaite changer de nom et devenir le « Stade Colmar 77 ». Lors du vote, malgré quarante-huit « non » contre quarante-six « oui » et un vote blanc, le changement de nom est acté. Le changement de nom et d'identité provoque alors de nombreuses défections dans l'exécutif.

### Affluences et supporteurs
Aucune information sur les affluences du club n'est connue, si ce n'est que les grands matchs pouvaient attirer « des milliers de spectateurs ».
Les supporters du FC Colmar se retrouvaient au restaurant « À la ville de Nancy » tenu par Paul Villagio, « amoureux du club » et premier supporter de celui-ci. Celui que l'on surnommait « Vitchi Paul », fils du vice-président de la commission régionale d'arbitrage Charles Villagio, avait une réelle influence sur le choix des compositions d'équipe par exemple.
Le journaliste Francis Braesch et l'ancien professionnel du Stade athlétique spinalien Léon Georger étaient également connus comme de grands soutiens du club colmarien.